# Michas Tscharot

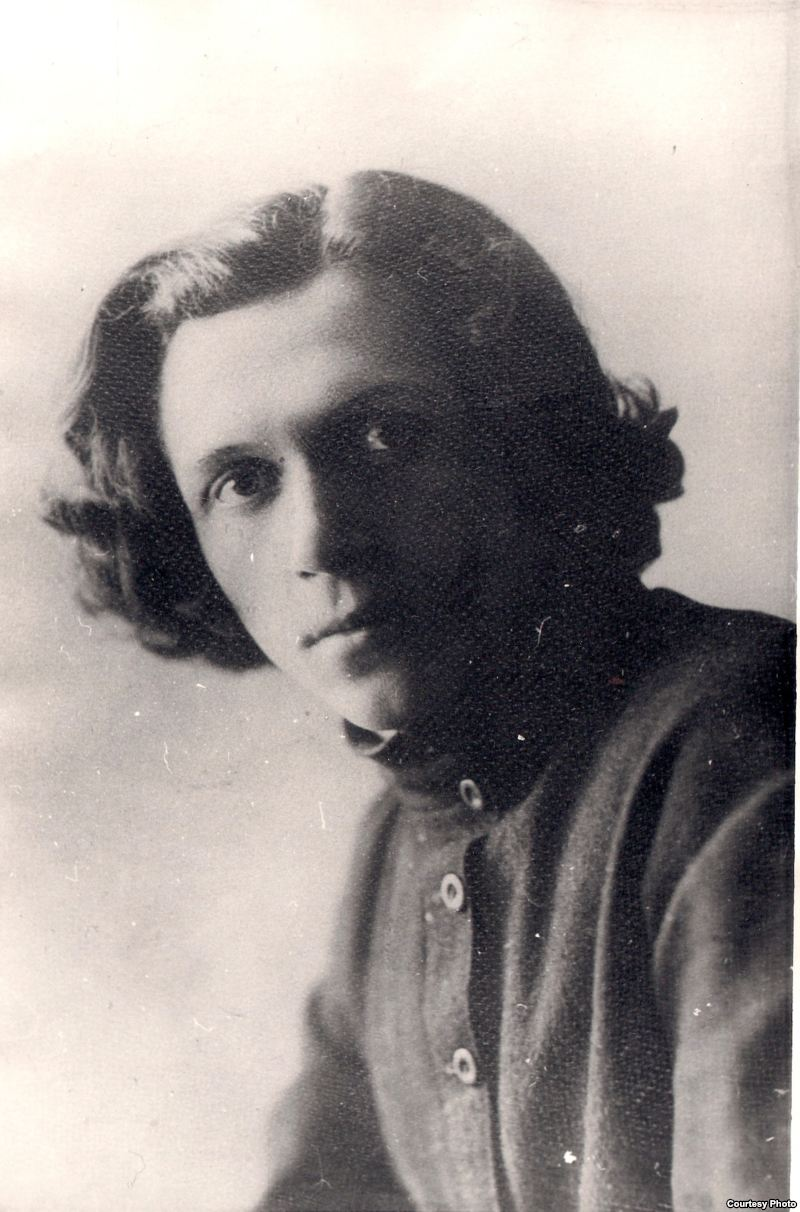

Michas Tscharot (belarussisch Міхась Чарот; bürgerlich belarussisch Міхаі́л Сымонавіч Кудзе́лька ‚Michail Symonawitsch Kudselka‘; * 7. November 1896 in Rudsensk; † 29. Oktober 1937 in Minsk, Weißrussische Sozialistische Sowjetrepublik), auch als Jurka Kurtaty bekannt, war ein belarussischer Schriftsteller, Übersetzer und Kritiker. Er fiel den Stalinistischen Säuberungen zum Opfer und wurde 1957 rehabilitiert.

## Leben
Er wurde in einer Bauernfamilie geboren. Nach der Grundschule besuchte er von 1913 bis 1917 das Lehrerseminar Maladechan. Während des Ersten Weltkriegs wurde das Priesterseminar nach Smolensk evakuiert, wo Tscharot die letzten beiden Jahre seines Studiums verbrachte. Nach seinem Abschluss wurde er zur Armee eingezogen. Während des Ersten Weltkrieges diente er als Offizier im Reserveregiment. Während des Roten Terrors knüpfte er Verbindungen zu revolutionären Untergrundorganisationen in Weißrussland und beteiligte sich an der Organisation von Rebelleneinheiten.
Er war eine Persönlichkeit des öffentlichen Lebens und Popularisierer der belarussischen Kultur. Dank ihm wurde das belarussische Volkslied „Kupalinka“ auf der ganzen Welt bekannt.
1937 wurde er wie viele andere Dichter aufgrund eines erfundenen Falles inhaftiert und in der Nacht vom 29. auf den 30. Oktober 1937 erschossen. Posthum wurde er am 8. Dezember 1956 rehabilitiert.